# Roberto Murolo
Roberto Murolo (Napoli, 19 gennaio 1912 – Napoli, 13 marzo 2003) è stato un cantautore, chitarrista e attore italiano.

## Biografia
Nasce a Napoli il 19 gennaio 1912 (anche se la nascita viene registrata quattro giorni più tardi, il 23), penultimo dei sette figli di Lia Cavalli e del poeta Ernesto Murolo (a sua volta figlio illegittimo del celebre autore teatrale Eduardo Scarpetta e dunque fratellastro di Eduardo, Peppino e Titina De Filippo).

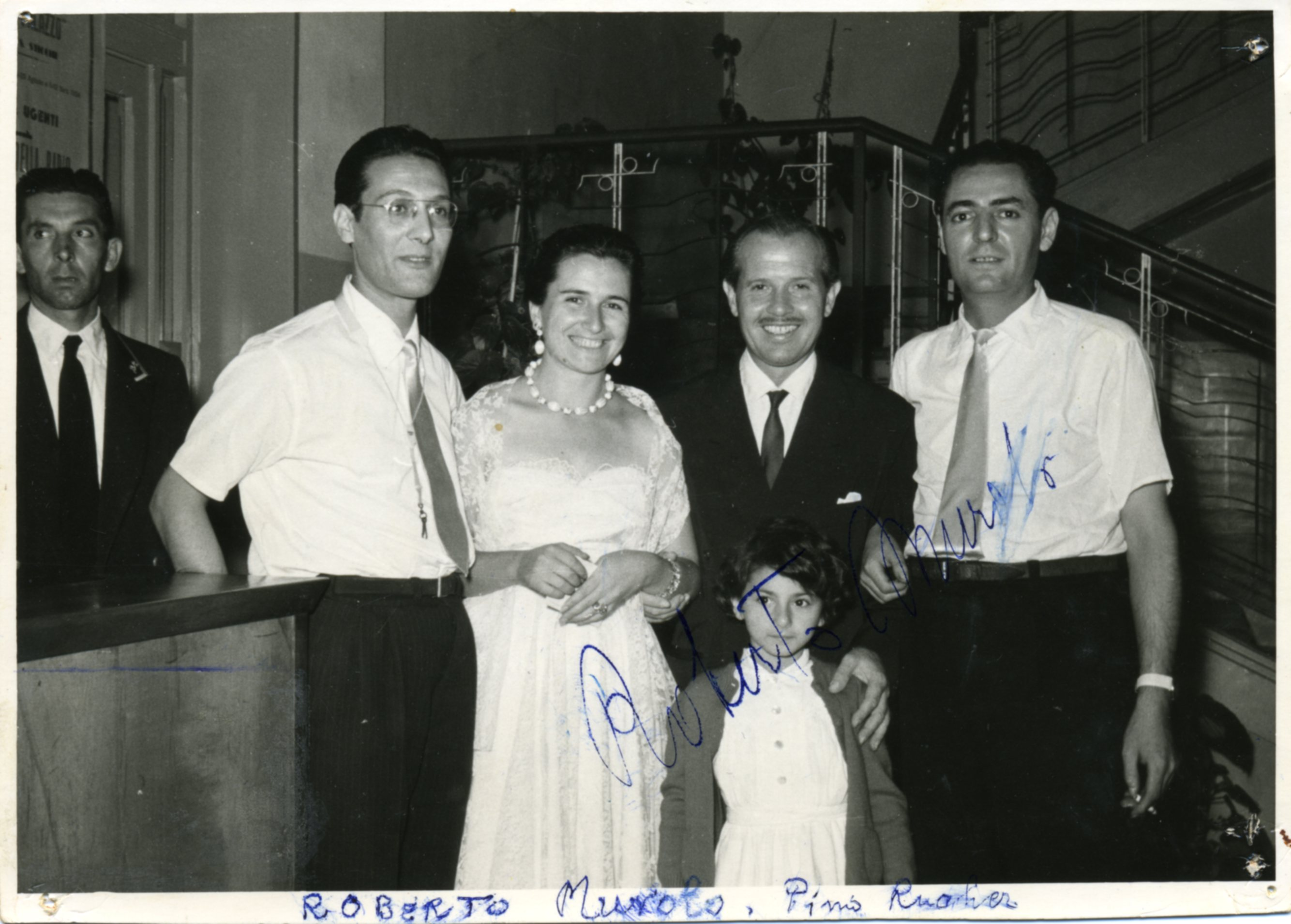
Roberto Murolo e Pino Rucher

Tra i maggiori protagonisti insieme a Sergio Bruni e Renato Carosone della scena musicale napoletana nel periodo che va dal secondo dopoguerra al 1960, trascorre la sua infanzia in un salotto frequentato da Salvatore Di Giacomo, Ferdinando Russo, Libero Bovio e Raffaele Viviani.
Le sue grandi passioni giovanili sono la musica e lo sport. In quest'ultimo campo si distingue come tuffatore, vincendo il campionato italiano di tuffi alti nel 1937. Murolo ha sempre attribuito alla lunga pratica degli sport acquatici la sua notevole capienza polmonare.
Studia chitarra e nel 1933, a Ischia, in una delle prime esibizioni accompagna Vittorio De Sica che canta E palumme. Nel 1935 entra come impiegato nella compagnia del gas, dove resterà per tre anni, e grazie alla sua passione per il nuoto, vince addirittura i campionati nazionali universitari, venendo premiato dal Duce in piazza Venezia. L'anno precedente aveva già iniziato a cantare nel gruppo vocale Mida Quartet, ispirato agli americani Mills Brothers, con un repertorio di canzonette ritmate, tra avanspettacolo e cabaret. Alla voce di Murolo spetta il trombone, Enzo Diacova e Alberto Arcamone imitano le trombe, Amilcare Imperatrice il contrabbasso. Il Mida Quartet trascorre all'estero otto anni, dal 1938 al 1946 sbarcando il lunario tra teatri e locali in Germania, Bulgaria, Grecia, Ungheria e Spagna, proponendo un repertorio internazionale e di canzoni italiane. Nei primi decenni della sua carriera, utilizzò nei concerti una preziosa chitarra artigianale, costruita nel 1838 dalla liuteria Guadagnini, al tempo operante in piazza San Carlo a Torino.
Tornato in patria dopo la fine della guerra, Murolo inizia la carriera da solista in campo concertistico e in quello discografico nel 1948, esibendosi al Tragara Club di Capri. La sua voce da sussurro, seducente e intonata, valorizzata dall'uso del microfono, e il suo stile da chansonnier d'altri tempi incontrano subito il favore del pubblico. Canta Munasterio 'e Santa Chiara (Galdieri-Barberis, 1945), Tammurriata nera (Nicolardi-E. A. Mario, 1944), Scalinatella (Cioffi-Bonagura, 1948) e altri successi napoletani vecchi e nuovi, che raccoglierà in una fortunata antologia.
La radio diffonde in tutta Italia la sua voce attraverso i primi 78 giri della Telefunken-Durium, e inizia anche l'attività cinematografica: appare in Catene (1949), con la regia di Raffaello Matarazzo, insieme ad Amedeo Nazzari e Yvonne Sanson. Nel 1950 appare in Paolo e Francesca e in Tormento, sempre di Matarazzo, ma anche in altre pellicole dove compare solo come cantante. E ancora in Menzogna (1952) e Saluti e baci (1953), dove figura accanto a Nilla Pizzi, Yves Montand, Giorgio Consolini e Gino Latilla.
Il 26 ottobre 1954 viene arrestato a Fermo con l'accusa di abuso di minore. Condannato in primo grado a 3 anni e 8 mesi di reclusione, resta in carcere fino al processo d'appello, svoltosi a porte chiuse il 25 marzo 1955, che gli ridurrà la pena a 11 mesi con il beneficio della condizionale, determinandone l'immediata scarcerazione. Murolo, che si è sempre proclamato innocente, uscirà sconvolto e amareggiato, in un primo momento anche pensando addirittura di non cantare mai più. Decide, però, di proseguire la sua carriera, avvedendosi di un pubblico sempre pronto ad applaudirlo.
A partire dal 1956 Murolo studia a fondo il repertorio partenopeo dal 1200 ai giorni nostri, con il contributo del chitarrista Eduardo Caliendo, pubblicando poi Napoletana. Antologia cronologica della canzone partenopea (1963). Ma scrive anche canzoni in proprio: con il musicista Nino Oliviero firma ‘O ciucciariello (1951) e con il musicista Renato Forlani Torna a vucà (1958), Sarrà... chisà! (1959), vincitrice del Festival di Napoli, eseguita da Fausto Cigliano e Teddy Reno, e Scriveme (1966).

Roberto Murolo (con la chitarra) e Totò

Dopo la pubblicazione della sua antologia, incide a partire dal 1969 quattro album monografici intitolati I grandi della canzone napoletana, dedicati ai poeti Salvatore Di Giacomo, Ernesto Murolo, Libero Bovio ed E. A. Mario. A metà degli anni settanta interrompe l'attività discografica, ma non quella concertistica.
Nel 1973 partecipa alla Piedigrotta: Le nuove Canzoni di Napoli.
In età avanzata torna alla ribalta con l'album 'Na voce, 'na chitarra (1990), in cui interpreta canzoni di altri autori, tra cui Spassiunatamente di Paolo Conte, Lazzari felici di Pino Daniele, Senza fine di Gino Paoli, e anche duetti: Caruso con Lucio Dalla al pianoforte, la struggente Ammore scumbinato in coppia con l'amico Renzo Arbore, oltre a Sta musica con Consiglia Licciardi e L'ammore ca' nun vene, due testi firmati da Enzo Gragnaniello.
Gianni Cesarini ne racconta la vita in Roberto Murolo - La storia di una voce. La voce di una storia (Flavio Pagano Editore 1990) e in occasione del suo ottantesimo compleanno esce Ottantavoglia di cantare (1992). Nel disco compaiono i duetti Don Raffaè, con Fabrizio De André – che aveva interpretato la canzone tradizionale napoletana La nova gelosia nel suo album Le nuvole (1990) dopo averne ascoltato la versione di Murolo – e Cu' mme, con Mia Martini su testo di Enzo Gragnaniello, dove il timbro tenoorile di Murolo si fa insolitamente più profondo. Nel disco interpreta anche Cercanno 'nzuonno, ancora con Gragnaniello, Na tazzulella 'e cafè con Renzo Arbore e Basta 'na notte con Peppino di Capri.
Nel 1993 il trio Murolo, Martini e Gragnaniello incide l'album L'italia è bbella, titolo della canzone di Carlo Faiello con cui Murolo si esibisce quell'anno al Festival di Sanremo.
Murolo e De André si esibiscono insieme al concertone del Primo maggio 1993 in piazza San Giovanni, a Roma. In seguito l'artista pubblica Tu si' 'na cosa grande (1994), tributo a Domenico Modugno, accompagnato dai migliori esponenti della musica napoletana del momento: Carlo Faiello, Lina Sastri, la Nuova Compagnia di Canto Popolare, Pietra Montecorvino, Eugenio Bennato, Enzo Avitabile, Enzo Gragnaniello e Tony Esposito, su arrangiamenti di Adriano Pennino; incide poi nell'album Anema e core (1995) i brani Dicitencello vuje (Fusco-Falvo, 1930) e Anema e core (Manlio-D'Esposito, 1950) con la cantante Amália Rodrigues, la grande interprete del fado portoghese con la quale aveva già cantato nel marzo del 1974, al Teatro Politeama di Napoli.
Il 26 gennaio 1995 viene nominato, dal Presidente Oscar Luigi Scalfaro, grande ufficiale della repubblica per i suoi meriti artistici; a questa onorificenza si aggiunge, il 23 gennaio 2002, la nomina a Cavaliere di gran croce, conferita dal Presidente Carlo Azeglio Ciampi. Da tutti definito maestro della canzone napoletana, ha una lunga discografia dove il capitolo più recente è Ho sognato di cantare (2002), undici canzoni d'amore realizzate con autori e musicisti della sua città – Carlo Faiello, Enzo Gragnaniello, Daniele Sepe, Gigi De Rienzo e lo scrittore-attore Peppe Lanzetta – anticipato dal singolo Mbriacame scritto da Mimmo Di Francia, l'autore di Champagne e di vari successi napoletani, tra cui Ammore scumbinato, incisa dallo stesso Roberto. Mbriacame è prodotto da Nando Coppeto e arrangiato da Umberto Cimino.
Nel marzo 2002, durante il Festival di Sanremo, Murolo riceve il premio alla carriera, e, nell'occasione, presenta il video di 'Mbriacame. In occasione del suo novantesimo compleanno RaiSat Album gli dedica lo special Roberto Murolo Day - Ho sognato di cantare, ideato e condotto da Renzo Arbore, per la regia di Alessandra Rinaldi.

### Morte
Murolo è morto il 13 marzo 2003 all'età di 91 anni, nella sua casa a Napoli, attuale sede della Fondazione Roberto Murolo, per problemi respiratori e cardiaci. Da allora riposa nel cimitero di Poggioreale.
Il 17 febbraio 2025 è stato inaugurata ufficialmente al pubblico la casa/museo Roberto Murolo nella sede della Fondazione a lui intitolata. La casa/museo presenta inedite testimonianze delle attività dell’artista e della sua vita professionale e personale.

## Discografia
La produzione di Murolo è sterminata. Su 78 giri vengono pubblicati almeno 360 titoli con le case Durium, Telefunken e Melody, incisi tra il 1947 e il 1956. Qui di seguito i 33 giri, usciti tutti per la Durium, tranne gli ultimi cinque titoli, pubblicati dalla Start, che nel 1972 mette sul mercato anche un Recital di canzoni napoletane.

### 33 giri
- 1955: Roberto Murolo e la sua chitarra (1ª selezione di successi) (Durium, ms Al 501)
- 1955: Roberto Murolo e la sua chitarra (2ª selezione di successi) (Durium, ms Al 502)
- 1955: Melodie napoletane per canto e pianoforte (Durium, ms Al 507; con Luciano Sangiorgi)
- 1955: Roberto Murolo e la sua chitarra (3ª selezione di successi) (Durium, ms Al 516)
- 1955: Roberto Murolo e la sua chitarra (4º selezione di successi) (Durium, ms Al 517)
- 17 febbraio 1956: Roberto Murolo e la sua chitarra (5º selezione di successi) (Durium, ms Al 545)
- 1957: Vecchia Napoli - Raccolta di canzoni popolari napoletani anteriori al 1900 (Durium, ms Al 576)
- 1957: Vecchia Napoli - Raccolta di canzoni popolari napoletani anteriori al 1900 - Vol. I (Durium, ms Al)
- 1957: Vecchia Napoli - Raccolta di canzoni popolari napoletani anteriori al 1900 - Vol. II (Durium, ms Al)
- 1957: Vecchia Napoli - Raccolta di canzoni popolari napoletani anteriori al 1900 - Vol. II (Durium, ms Al)
- 1958: Vecchia Napoli - Raccolta di canzoni popolari napoletani anteriori al 1900 - Vol. IV (Durium, ms Al)
- 1959: Vecchia Napoli - Raccolta di canzoni popolari napoletani anteriori al 1900 - Vol. V (Durium, ms Al 605)
- 1959: Omaggio a Salvatore Di Giacomo (Durium)
- 1959: Vecchia Napoli - Raccolta di canzoni popolari napoletani anteriori al 1900 - Vol. VI (Durium, ms Al)
- 1959: Roberto Murolo e la sua chitarra (Durium, ms AI 77009)
- 1959: Omaggio a Ernesto Murolo (Durium)
- 1961: Roberto Murolo e la sua chitarra (Durium, ms AI 77051)
- 1962: Omaggio a Libero Bovio (Durium)
- 1963: Omaggio a E.A. Mario (Durium)
- 1963: Napoletana. Antologia cronologica della canzone partenopea - Primo volume (dal 1200 al 1700) (Durium, ms AI 77069)
- 1963: Napoletana. Antologia cronologica della canzone partenopea - Secondo volume (dal 1700 al 1820) (Durium", ms AI 77070)
- 1963: Napoletana. Antologia cronologica della canzone partenopea - Terzo volume (dal 1820 al 1880) (Durium", ms AI 77071)
- 1964: Napoletana. Antologia cronologica della canzone partenopea - Quarto volume (dal 1880 al 1897) (Durium, ms AI 77072)
- 10 marzo 1964: Napoletana. Antologia cronologica della canzone partenopea - Quinto volume (dal 1897 al 1909) (Durium, ms AI 77073)
- 1964: Napoletana. Antologia cronologica della canzone partenopea - Sesto volume (dal 1909 al 1915) (Durium, ms AI 77074)
- 1964: Napoletana. Antologia cronologica della canzone partenopea - Settimo volume (dal 1916 al 1925) (Durium, ms AI 77075)
- 1964: Napoletana. Antologia cronologica della canzone partenopea - Ottavo volume (dal 1925 al 1938) (Durium, ms AI 77076)
- 1965: Roberto Murolo e la sua chitarra (Durium, ms AI 77094)
- 6 maggio 1965: Napoletana. Antologia cronologica della canzone partenopea - Nono volume (dal 1940 al 1950) (Durium, ms AI 77101)
- 1965: Napoletana. Antologia cronologica della canzone partenopea - Decimo volume (dal 1950 al 1954) (Durium, ms AI 77102)
- 1965: Napoletana. Antologia cronologica della canzone partenopea - Undicesimo volume (dal 1954 al 1956) (Durium, ms AI 77103)
- 24 maggio 1965: Napoletana. Antologia cronologica della canzone partenopea - Dodicesimo volume (dal 1956 al 1962) (Durium, ms AI 77104)
- 1967: Come rideva Napoli (Durium)
- 1968: Natale napoletano (Durium)
- 1969: I grandi della canzone napoletana: Salvatore Di Giacomo (Durium)
- 1969: I grandi della canzone napoletana: Ernesto Murolo (Durium)
- 1969: I grandi della canzone napoletana: Libero Bovio (Durium)
- 1969: I grandi della canzone napoletana: E. A. Mario (Durium)
- 1971: L'umorismo della canzone napoletana (Durium)
- 1972: Recital di canzoni napoletane (Start)
- 1973: Roberto Murolo recital n° 2 (Durium)
- 1974: Raffaele Viviani presentato da Roberto Murolo (Durium, ms AI 77345)
- 1974: Un recital di Roberto Murolo (Durium)
- 1975: Furio Rendine presentato da Roberto Murolo (Durium)
- 1977: Roberto Murolo cantautore (Start, LP.S 40.003)
- 1978: 'A casciaforte 'e Napule (Start, LP.S 40.050)
- 1980: 'Nu raggio...'e luna (Start, LP.S 40.081)
- 1980: Suspiranno mon amour (Start)
- 1982: Napule chiagne, Napule ride (Start, LP.S 40.152)

### EP
- 1955: Serenatella a 'na cumpagna 'e scola/Passione/Sciummo/'A casciaforte (Durium, ep A 3001)
- 1957: Lu guarracino/Marianni/Lu cardillo (Durium, ep A 3046)

### CD
- 1990 Na voce, 'na chitarra
  - Vol. 1: 1. Sti canzone* 2. Lusingame 3. Napule mo 4. Caruso 5. Ammore scumbinato 6. Sta musica* 7. Lazzari felici 8. Spassiunatamente 9. Senza fine
  - Vol. 2: 1. L'ammore ca' nun vene 2. Sulu 'nu mumento* 3. Comm'è bella 'sta canzone 4. Na sera 'e maggio 5. A rumba d'e scugnizze* 6. Si vo' Ddio 7. N'ata canzone 8. Sarrà chisa 9. Giuventù; Cantate in coppia con Consiglia Licciardi[non chiaro]
- 1992 Ottantavoglia di cantare
- 1993 L'Italia è bbella
- 1994 Tu si' 'na cosa grande
- 1995 Roberto Murolo and friends
- 1995 Anema e core
- 1996 Antologia napoletana
- 2002 Ho sognato di cantare

## Filmografia

Foto del 1995

- Catene, regia di Raffaello Matarazzo (1949)
- Paolo e Francesca, regia di Raffaello Matarazzo (1950)
- Tormento, regia di Raffaello Matarazzo (1950)
- Tre passi a nord (Three steps North), regia di William Lee Wilder (1950)
- Il voto, regia di Mario Bonnard (1950)
- I falsari, regia di Franco Rossi (1951)
- Milano miliardaria, regia di Marcello Marchesi e Vittorio Metz (1951)
- Menzogna, regia di Ubaldo Maria Del Colle (1952)
- Saluti e baci, regia di Giorgio Simonelli (1953)
- Questi pazzi, pazzi italiani, regia di Tullio Piacentini (1965)
- Viale della canzone, regia di Tullio Piacentini (1965)
- Cavalli si nasce, regia di Sergio Staino (1989)